# Neuro-linguistic programming
Lập trình ngôn ngữ tư duy (tiếng Anh: Neuro-linguistic programming hay NLP) là một phương pháp tiếp cận giả khoa học để giao tiếp, phát triển cá nhân và liệu pháp tâm lý được Richard Bandler và John Grinder ở California, Hoa Kỳ tạo ra vào những năm 1970. Những người sáng tạo ra NLP khẳng định có mối liên hệ giữa các quá trình thần kinh (neuro-), ngôn ngữ ((linguistic) và các mẫu hành vi học được thông qua kinh nghiệm (programming), và chúng có thể được thay đổi để đạt được các mục tiêu cụ thể trong cuộc sống. Bandler và Grinder cũng tuyên bố rằng phương pháp luận NLP có thể "mô hình hóa" các kỹ năng của những người xuất chúng, cho phép bất kỳ ai cũng có được những kỹ năng đó. Họ cũng tuyên bố rằng, thường trong một phiên duy nhất, NLP có thể điều trị các vấn đề như ám ảnh, trầm cảm, rối loạn tic, bệnh tâm thần, cận thị,  dị ứng, cảm lạnh thông thường, và rối loạn học tập. NLP đã được một số nhà trị liệu thôi miên và cả các công ty tổ chức các cuộc hội thảo được tiếp thị là đào tạo lãnh đạo cho các doanh nghiệp và cơ quan chính phủ áp dụng.
Không có bằng chứng khoa học nào chứng minh cho những tuyên bố của những người ủng hộ NLP và nó đã bị coi là giả khoa học. Các đánh giá khoa học cho rằng NLP dựa trên những phép ẩn dụ lỗi thời về cách thức hoạt động của bộ não không phù hợp với lý thuyết thần kinh hiện tại và chứa nhiều lỗi thực tế. Các bài đánh giá cũng cho thấy rằng tất cả các nghiên cứu hỗ trợ về NLP đều có những sai sót đáng kể về phương pháp luận và số lượng nghiên cứu có chất lượng cao hơn gấp ba lần đã không thể tái tạo "những tuyên bố phi thường" của Bandler, Grinder và những người thực hành NLP khác.

## Khởi nguồn
Theo Bandler và Grinder, NLP bao gồm một phương pháp luận được gọi là mô hình hóa, cộng với một tập hợp các kỹ thuật mà chúng có được từ các ứng dụng ban đầu của nó. Trong số các phương pháp được coi là cơ bản như vậy, chúng có nhiều nguồn gốc từ công trình của Virginia Satir, Milton Erickson và Fritz Perls.
Bandler và Grinder cũng dựa trên lý thuyết của Gregory Bateson, Alfred Korzybski và Noam Chomsky (đặc biệt là ngữ pháp chuyển đổi), cũng như các ý tưởng và kỹ thuật từ Carlos Castaneda.
Bandler và Grinder tuyên bố rằng phương pháp luận của họ có thể mã hóa cấu trúc vốn có của "ma thuật" trị liệu như được thực hiện trong liệu pháp của Perls, Satir và Erickson, và thực sự khả thi đối với bất kỳ hoạt động phức tạp nào của con người, và sau đó từ mã hóa đó, cấu trúc và hoạt động của nó có thể được người khác học hỏi. Cuốn sách năm 1975 của họ, The Structure of Magic I: A Book about Language and Therapy, nhằm mục đích là một bản mã hóa các kỹ thuật trị liệu của Perls và Satir.
Bandler và Grinder nói rằng họ đã sử dụng quy trình lập mô hình của riêng mình để tạo mô hình Virginia Satir để họ có thể tạo ra cái mà họ gọi là Meta-Model, một mô hình để thu thập thông tin và thách thức ngôn ngữ cũng như tư duy cơ bản của khách hàng. Họ tuyên bố rằng bằng cách thách thức các sai lệch ngôn ngữ, chỉ định khái quát và khôi phục thông tin đã xóa trong các tuyên bố của khách hàng, các khái niệm ngữ pháp chuyển đổi của cấu trúc bề mặt mang lại sự trình bày đầy đủ hơn về cấu trúc sâu bên dưới và do đó có lợi ích cho việc điều trị. Các khái niệm anchoring, future pacing và representational systems cũng được lấy từ Satir.
Ngược lại, Mô hình Milton (Milton model) — một mô hình ngôn ngữ thôi miên có chủ đích của Milton Erickson — được Bandler và Grinder mô tả là "mơ hồ một cách nghệ thuật" và mang tính ẩn dụ. Milton-Model được sử dụng kết hợp với Meta-Model như một chất làm mềm, để tạo ra "trạng thái xuất thần" và cung cấp gợi ý điều trị gián tiếp.
Tuy nhiên, giảng viên trợ giảng trong ngôn ngữ học Karen Stollznow mô tả các tham khảo Bandler và Grinder đã nhắc đến chỉ đơn thuần là việc chèn tên. Ngoài Satir, những người mà Bandler và Grinder cho là có ảnh hưởng, thực ra không hợp tác với Bandler hoặc Grinder. Bản thân Chomsky không có mối liên hệ nào với NLP; công việc ban đầu của ông là lý thuyết, không phải trị liệu. Stollznow viết, "ngoài việc mượn thuật ngữ, NLP không có sự tương đồng đích thực với bất kỳ lý thuyết hoặc triết học nào của Chomsky — dù là theo ngôn ngữ, nhận thức hoặc chính trị." 

## Thiếu cơ sở khoa học
Cán cân bằng chứng khoa học phát hiện ra NLP chủ yếu là một thứ giả khoa học đầy tai tiếng. Các báo cáo khoa học chỉ ra nó chứa đựng nhiều lỗi về căn cứ, và không tạo ra kết quả như những người đề xướng đã cam đoan. Theo Clinical Psychologist Grant Devilly (2005), do đó sự phổ biến của NLP đã giảm đi trong như năm 1970. Những lời chỉ trích vượt qua sự thiếu hụt bằng chứng thực nghiệm về tính hiệu quả, cho rằng NLP thể hiện một số tính chất , tiêu đề , khái niệm và thuật ngữ  giả khoa học. NLP được dùng như một ví dụ cho giả khoa học và hỗ trợ việc giảng dạy khoa học cơ bản  ở cấp độ chuyên môn và đại học. NLP cũng xuất hiện trong danh sách các phương pháp can thiệp không đáng tin dựa trên sự thống nhất của chuyên gia và được bình duyệt. Trong nghiên cứu được thiết kế để xác định "quack factor" (các phương pháp giả dối, bị phản chứng) trong việc thực hành chữa bệnh tâm lý, Norcross et al. (2006)  liệt kê NLP là có thể hoặc hầu như chắc chắn không đáng tin cho việc chữa trị các vấn đề hành vi. Norcross et al. (2010) liệt kê NLP trong tốp mười phương pháp can thiệp mất uy tín nhất và Glasner-Edwards and Rawson (2010) liệt kê NLP là "chắc chắn không đáng tin." Tổng hợp các nghiên cứu thực nghiệm chỉ ra rằng NLP không thành công trong việc đạt được những kết quả đáng tin cây đối với những trụ cột của nó.
Đầu những năm 1980, NLP được quảng cáo là một tiến bộ quan trọng trong tâm lý trị liệu và tư vấn, và thu hút một số quan tâm trong nghiên cứu tư vấn và tâm lý học lâm sàng.
Tuy nhiên, khi các thử nghiệm có kiểm soát không cho thấy bất kỳ lợi ích nào từ NLP và những người ủng hộ của nó đã đưa ra những tuyên bố ngày càng đáng ngờ, mối quan tâm khoa học đối với NLP đã phai nhạt.
Nhiều đánh giá tài liệu và phân tích tổng hợp cũng đã không thể đưa ra bằng chứng cho các giả định hoặc hiệu quả của NLP như một phương pháp trị liệu.
Trong khi một số học viên NLP đã lập luận rằng việc thiếu hỗ trợ theo kinh nghiệm là do nghiên cứu NLP không đủ, nhiều ý kiến khoa học đồng thuận là NLP là giả khoa học và nó đang cố gắng bác bỏ những phát hiện nghiên cứu chính thức dựa trên những lập luận này. Họ thừa nhận rằng: "NLP không có cơ sở bằng chứng và các học viên NLP đang tìm kiếm sự tín nhiệm sau đại học."
Các khảo sát trong cộng đồng học thuật đã cho thấy NLP bị mất uy tín rộng rãi trong giới khoa học.
Trong số các lý do để coi NLP là giả khoa học là bằng chứng ủng hộ nó chỉ giới hạn ở giai thoại và lời khai cá nhân, không phải là số liệu thống kê chính xác, ngược với phương pháp khoa học,  rằng nó không có cơ sở bởi kiến thức khoa học về khoa học thần kinh và ngôn ngữ học, và cái tên lập trình ngôn ngữ tư duy chỉ là sử dụng các từ biệt ngữ khoa học để gây ấn tượng với người đọc và làm xáo trộn ý tưởng, trong khi bản thân NLP không liên quan đến bất kỳ hiện tượng nào với cấu trúc thần kinh và không có gì chung với ngôn ngữ học hoặc lập trình. Trong thực tế, trong giáo dục, NLP đã được sử dụng như một ví dụ chính của giả khoa học.

## Nguyên lý chung
NLP đã được đưa ra để nghiên cứu về cách mỗi cá nhân hành xử theo thói quen như thế nào. Các nhà nghiên cứu ủng hộ cho rắng với NLP, một người có thể học hỏi từ người khác những mô thức nào có ích và phục vụ họ. Sau đó họ có thể luyện tập những mô thức mới cho hành vi của mình (giống như tái lập trình não bộ) nhằm "tiến bộ hơn trong những trường hợp mà trước kia họ đã ứng xử không hiệu quả".
NLP nhằm vào việc thay đổi tận gốc của hành vi, tức thay đổi lối tư duy dẫn đến hành vi. Theo đó, cuộc sống, năng lực cũng như trình độ đều là hệ quả của cách con người suy nghĩ. Việc thay đổi tận gốc vì vậy là điều bắt buộc "nếu một người muốn nâng cao bất cứ kỹ năng nào, hoặc thay đổi các thói quen đã bám rễ". Trong nhiều trường hợp, việc thay đổi này khá dễ dàng và mang lại hiệu quả cao.
Một trong những cơ sở của nó là con người giao tiếp với thế giới bên ngoài thông qua 5 giác quan: thị giác, thính giác, xúc giác, khứu giác, và vị giác. Chúng ta tiếp nhận những tác nhân kích thích từ bên ngoài, và tái tạo lại chúng bên trong não bộ dưới một hình thức khác. Nó được cho rằng việc này hình thành bên trong não bộ mỗi người một thế giới thu nhỏ và chủ quan của riêng họ.
Việc tổng hợp tất cả những gì ta thu nhận từ bên ngoài vào não bộ tạo nên những mô thức hành vi và phản ứng trong các hoàn cảnh khác nhau của cuộc sống, việc này còn được gọi là "lập trình".
Những người sáng lập ra NLP đã khẳng định rằng, mọi người không phản ứng trực tiếp với thế giới chung quanh. Trước tiên, họ dùng những gì thu nhận được từ thế giới bên ngoài trong quá trình sống và lớn lên của bản thân để "lập trình" cho bộ não của mình, rồi cứ thế mà "hành động" và "phản ứng" (một cách gần như "tự động") theo các chương trình đã được "cài sẵn" đó.

## "Lợi ích"
Các nhà sáng lập và nghiên cứu NLP tin rằng: nếu con người có thể sử dụng một cách hiệu quả những nguyên lý và kỹ thuật trong NLP, họ có thể đạt được khả năng giao tiếp đầy nghệ thuật, có được một cuộc sống hạnh phúc, giàu có và mãn nguyện hơn, và đã có nhiều giai thoại khẳng định một số nhân vật thành công nhờ áp dụng NLP. Mặc dù vậy, chưa có đủ bằng chứng thống kê khoa học để biết liệu các hiệu quả này có phải là đáng lưu ý (significant).
Khóa học NLP giúp bạn tìm thấy mục tiêu của bản thân, khơi nguồn cảm hứng và giúp khai phá tiềm năng trong con người bạn. Cụ thể, giá trị bản thân bạn sẽ được nâng cao với việc bước vào thế giới NLP:
- Bạn sẽ có tư duy thành công của những nhà lãnh đạo xuất chúng
- Khóa học giúp bạn rút ngắn thời gian bước đến thành công trong sự nghiệp
- Cải thiện sự nhạy bén của các giác quan để đưa ra những quyết định nhanh chóng và sáng suốt
- Thấu hiểu được tâm sinh lý (cách suy nghĩ, tính cách, chiến lược ra quyết định) bản thân và người khác. Hiểu được bản thân và người khác sẽ giúp dẫn dắt họ làm theo ý mình mang đến thành công và hạnh phúc.
- Làm chủ bản thân, cân bằng cảm xúc để giao tiếp, ứng xử và có những hành vi phù hợp
- Nắm bắt được kỹ năng tạo thiện cảm với người khác
- Kiểm soát được cảm xúc và tăng cường trí tuệ cảm xúc của bản thân
- Nắm bắt được nghệ thuật giao tiếp để thuyết phục, đàm phán đạt hiệu quả trong giao tiếp
- Vượt qua những trở ngại, thách thức, khó khăn trong công việc và cuộc sống
- Tạo động lực cho bản thân người học, loại bỏ những rào cản tâm lý đang giới hạn bạn, ngăn bạn đến thành công để đạt được những mục tiêu sự nghiệp
- Củng cố cấu trúc tư duy thành công và giúp bạn nhận thức được sâu sắc hơn về những động lực của chính mình
- Kỹ năng huấn luyện lại cho người khác ứng dụng những giá trị đã học được

## Ứng dụng của NLP
- Ứng dụng NLP trong trị liệu

NLP căn bản được sử dụng như một liệu pháp bổ trợ của các nhà trị liệu thực hành trong các chuyên ngành trị liệu khác nhau. Ngoài ra, nó cũng được coi là một phương pháp điều trị đặc hiệu được gọi là "Neurolinguistic Psychotherapy" được công nhận bởi Hội đồng Tâm lý Vương quốc Anh.
Phương pháp này cũng đã được sử dụng để nghiên cứu về sự ảnh hưởng của niềm tin đối với bệnh tật. Và các nhà khoa học đã nhận thấy cách bác sĩ trao đổi thông tin với bệnh nhân có thể ảnh hưởng tốt hoặc xấu đối với quá trình phục hồi. Từ đó có thể tạm đưa ra kết luận rằng, niềm tin có mối tương quan thuận đối với sức khỏe thể chất của con người.
- Ứng dụng khác
  - Thuyết phục
  - Bán hàng
  - Đàm phán
  - Đào tạo quản lý
  - Thể thao
  - Giảng dạy
  - Huấn luyện
  - Xây dựng đội ngũ